# Le avventure del capitano Hatteras
Le avventure del capitano Hatteras (nell'originale francese Voyages et aventures du capitaine Hatteras) è un romanzo avventuroso dell'autore francese Jules Verne. Pubblicato per la prima volta nel 1864, la versione definitiva dal 1866 venne inclusa nella serie dei Viaggi straordinari. Sebbene si trattasse del primo libro della serie fu etichettato come 'numero due'.

## Storia editoriale
Tre dei libri di Verne pubblicati dal 1863 al 1865, ossia le Cinque settimane in pallone, il Viaggio al centro della Terra e Dalla Terra alla Luna, furono aggiunti retroattivamente in questa serie.
Questo romanzo è un'avventura divisa in due parti, Gli inglesi al Polo Nord (Les Anglais au Pôle Nord) e Il deserto di ghiaccio (Le Désert de glace): quest'ultimo è apparso nel 1864, in 12 volumi, senza illustrazioni. In questa storia il capitano Hatteras cerca di conquistare il Polo Nord: il personaggio di Hatteras mostra molte similarità con l'esploratore britannico John Franklin, approdando, non a caso, proprio sull'isola di Beechey, nell'arcipelago artico canadese.

## Trama

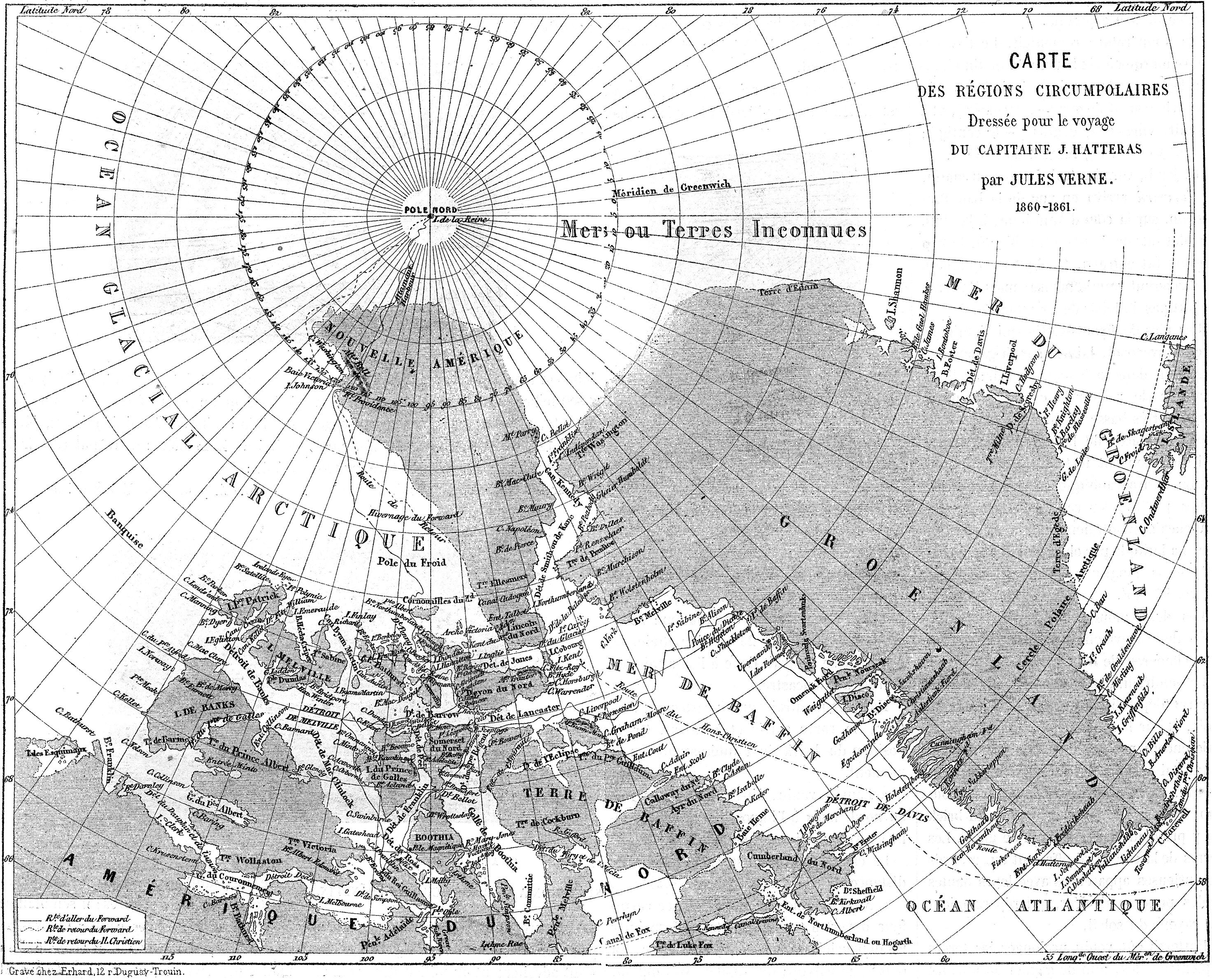
Mappa della spedizione

Il romanzo, ambientato nel 1861, descrive le avventure della spedizione britannica guidata dal capitano John Hatteras al Polo Nord. Hatteras è convinto che l'area attorno al polo non sia congelata e la sua ossessione è quella di raggiungere questo posto non importa a quale costo.

### Gli inglesi al Polo Nord
Il brigantino raccoglie l'equipaggio e parte da Liverpool. Da poco passata la costa orientale della Groenlandia i marinai cominciano a mormorare perché non possono bere alcolici; ciò porterà presto ad un vero e proprio ammutinamento dell'equipaggio e alla distruzione della nave. Ma Hatteras, con i pochi uomini rimastigli fedeli, prosegue la spedizione. Sulle coste dell'isola di "Nuova America" scopre i resti di una nave usata dalla spedizione precedente degli Stati Uniti.
Alcuni episodi di questa prima parte riguardano il pericolo derivante dal pericoloso avvicinarsi di un iceberg, la caccia alla balena e l'insorgenza dello scorbuto.

### Il deserto di ghiaccio
I viaggiatori trascorrono l'inverno sull'isola e sopravvivono principalmente per l'ingegnosità del dott. Clawbonny, che è capace di creare il fuoco dal ghiaccio, produrre proiettili dal mercurio ghiacciato e respingere gli attacchi degli orsi polari con esplosioni controllate a distanza di polvere nera.
Quando l'inverno finisce il mare si libera dai ghiacci. I viaggiatori costruiscono una nave dai resti del naufragio e si dirigono verso il polo. Qui scoprono un'isola, un vulcano attivo, e Hatteras lo battezza con il suo nome. Con difficoltà trovano un fiordo e il gruppo sbarca a terra.
Dopo tre ore di scalata raggiungono la bocca del vulcano, L'esatta posizione del polo è nel cratere e Hatteras ci salta dentro. Siccome nella sequenza scritta originalmente, Hatteras muore nel cratere, l'editore di Verne, Jules Hetzel, suggerisce o piuttosto richiede che Verne riscriva quella parte in modo da far sì che Hatteras sopravviva; il capitano comunque impazzisce per l'intensità dell'esperienza e dopo il ritorno in Inghilterra viene messo in un ricovero per malati di mente.
Perdendo la sua anima nella caverna del Polo Nord, Hatteras non parla più. Passa il resto dei suoi giorni camminando nelle strade che circondano il ricovero con il suo fedele cane Duk. Sebbene muto e sordo al mondo, Hatteras cammina non senza una direzione. Come indicato nell'ultima riga "il capitano Hatteras cammina per sempre nella direzione nord".

## Personaggi

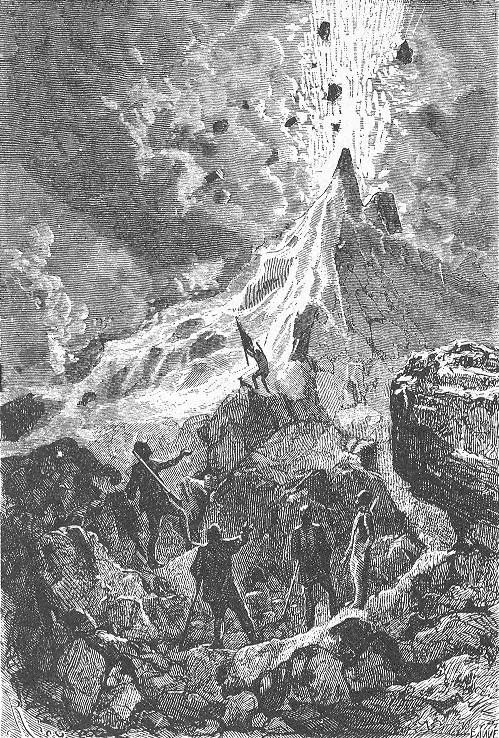
Al vulcano (illustrazioni di Édouard Riou ed Henri de Montaut)

John Hatterascapitano della nave e capo-spedizione. Con una volontà di ferro, è un inglese fiero di esserlo; non si tira mai indietro ed è pronto a rischiare la propria vita se le circostanze lo richiedono. Il suo motto è "L'Inghilterra si aspetta che ogni uomo compia il proprio dovere"; suo scopo è quello di raggiungere il Polo Nord per primo e piantarci l'Union Jack. Tutto ciò è però anche causa di molte controversie con l'americano Altamont, membro della spedizione nella seconda parte del romanzo.
Dukil cane del capitano, nonché uno dei protagonisti più originali della storia, essendo più presente nel corso della vicenda di quanto lo sia lo stesso Hatteras.
Dottor Clawbonnymedico di bordo, è uno scienziato distratto ma con una cultura enciclopedica, fonte di molti divertenti aneddoti. Cerca sempre d'evitare i litigi tra l'inglese Hatteras e l'americano Altamont.
Altamontrivale-collega di Hatteras, è l'unico sopravvissuto di una spedizione statunitense. Rimasto sepolto sotto la neve viene salvato dal dottore.

## Edizioni
- Jules Verne, Le avventure del capitano Hatteras, Pierre-Jules Hetzel, 1866.
- Jules Verne, Le avventure del capitano Hatteras, Milano, Guigoni, 1897.